# 2409 Chapman
2409 Chapman eller 1979 UG är en asteroid i huvudbältet som upptäcktes den 17 oktober 1979 av den amerikanske astronomen Edward L.G. Bowell vid Anderson Mesa Station. Den är uppkallad efter den amerikanske astronomen Clark R. Chapman.
Asteroiden har en diameter på ungefär 8 kilometer.